# Prionyx chobauti
Prionyx chobauti là một loài côn trùng cánh màng trong họ Sphecidae, thuộc chi Prionyx. Loài này được Roth miêu tả khoa học đầu tiên năm 1925.